# Gärdssjön
Gärdssjön är en sjö i Vaggeryds kommun i Småland och ingår i Lagans huvudavrinningsområde. Sjön har en area på 0,088 kvadratkilometer och ligger 170,1 meter över havet. Sjön avvattnas av vattendraget Lagan (Härån).

## Delavrinningsområde
Gärdssjön ingår i det delavrinningsområde (635831-140535) som SMHI kallar för Ovan Hagsjöbäcken. Avrinningsområdets medelhöjd är 182 meter över havet och ytan är 32,47 kvadratkilometer. Räknas de 16 delavrinningsområdena uppströms in blir den ackumulerade arean 404,6 kvadratkilometer. Delavrinningsområdets utflöde Lagan (Härån) mynnar i havet. Delavrinningsområdet består mestadels av skog (64 procent) och sankmarker (23 procent). Avrinningsområdet har 1,71 kvadratkilometer vattenytor vilket ger det en sjöprocent på 5,2 procent.